# المقاش (بني مطر)

تعديل مصدري - تعديل

المقاش هي إحدى قرى عزلة ديان بمديرية بني مطر التابعة لمحافظة صنعاء، بلغ تعداد سكانها 480 نسمة حسب تعداد اليمن لعام 2004.